# الأنبا سرابيون
الأنبا سرابيون من مواليد 10 نوفمبر 1951 هو أول رئيس وأسقف لأبرشية لوس أنجلوس وجنوب كاليفورنيا وهاواي. ولد بمحافظة اسيوط، مصر وتخرج في كلية الطب (جامعة أسيوط). بعد تخرجه زاول مهنة الطب باسوان الي ان انضم للرهبنة وصار راهبا.

## حياته الرهبانية
التحق بدير الانبا بيشوي في 8 أبريل 1979.
رسم راهبا في 6 أغسطس 1979، ورسم كاهنا في 18 يوليو 1981 في دير السريان. في 23 ديسمبر 1982، تم تكليفه بخدمة الاقباط في زيورخ ولوزان وجنيف، سويسرا.

## أسقفية الخدمات العامة والمسكونية والاجتماعية
في 2 يونيو 1985، رُسم أسقفًا لأسقفية الخدمات العامة والمسكونية والاجتماعية بكاتدرائية مار مرقس بالعباسية، وأصبح عضوًا في المجمع المقدس للبطريركية القبطية الأرثوذكسية بالإسكندرية. اثناء خدمته اسس ثلاثة افرع للخدمات
- فرع تطوير الخدمات.
- فرع خدمة العائلات.
- فرع للحوار والعلاقات الدولية مع الكنائس الاخري.

تم إنشاء مراكز تدريب لتعليم وتدريب 300 عامل كل عام في مختلف المهن، مما ساعد في تحسين مستوى معيشتهم. بدأت العديد من المشاريع التي وظفت عددًا كبيرًا من هؤلاء العمال. امتدت الخدمات للأسر القبطية في المناطق الريفية والقرى الصغيرة حيث تم تقديم الإرشاد الروحي والخدمات الطبية والإسكان والمساعدات المالية.
مثَّل الأسقف سرابيون الكنيسة القبطية الأرثوذكسية في مجلس الكنائس العالمي وأقام علاقات طويلة الأمد مع كنائس أخرى في الولايات المتحدة وكندا وإيطاليا. وكان أول أسقف قبطي تمت دعوته لحضور المؤتمر السنوي لكنيسة اسكتلندا.

## أسقف لوس أنجلوس
في 14 نوفمبر 1995، في كاتدرائية مار مرقس بالعباسية، كرس البابا شنودة الثالث سرابيون ليكون أسقفًا لأبرشية لوس أنجلوس وجنوب كاليفورنيا وهاواي.
في 23 ديسمبر 1995، كان حفل تجليس الانبا سرابيون علي كرسيه من قبل الأساقفة صرابامون، هيدرا، رويس، متاؤس، يوسف، وكاراس في كنيسة مريم العذراء في لوس أنجلوس.

## زيارة الفاتيكان
في يوم الأربعاء الموافق 8 مايو 2013، سافر الانبا سرابيون إلى الفاتيكان للانضمام إلى وفد من الأساقفة الأقباط الأرثوذكس المرافقين للبابا تواضروس الثاني في زيارة تاريخية للقاء البابا فرنسيس بابا الكنيسة الرومانية الكاثوليكية.
تعتبر هذه هي الزيارة الرسمية الاولي للبابا تواضروس الثاني الي بابا روما بعد 40 عاما من زيارة البابا شنودة الثالث للبابا بولس السادس عام 1973 حيث بدأ الحوار المسكوني بين الكنيسة القبطية والكنيسة الرومانية الكاثوليكية
كانت هذه أيضًا أول رحلة يقوم بها تواضروس خارج مصر منذ انتخابه للبابوية في نوفمبر 2012.

## الترقية الي رتبة مطران
في 28 فبراير 2016، في كاتدرائية مار مرقس بالعباسية، قام البابا تواضروس الثاني بترقية الانبا سرابيون من رتبة اسقف الي مطران. كما قام البابا تواضروس الثاني أيضا بدعوة الانبا كيرلس والانبا ابراهام لمساعدة المطران سرابيون في خدمة ابرشية لوس أنجلوس.
في 15 فبراير 2019، انتقل الأنبا سوريال أيضًا لمساعدة المطران سرابيون في خدمة الأبرشية.

## الاساقفة في أبرشية لوس أنجلوس
- الأنبا سرابيون مطران لوس أنجيلوس وجنوب كاليفورنيا وهاواي
- الأنبا كيرلس الأسقف العام للتعليم المسيحي لأبرشية لوس أنجلوس وجنوب كاليفورنيا وهاواي
- الأنبا أبراهام الأسقف العام للدياكونيا (الخدمات الاجتماعية) في أبرشية لوس أنجلوس وجنوب كاليفورنيا وهاواي
- الأنبا سوريال الأسقف المساعد في أبرشية لوس أنجلوس وجنوب كاليفورنيا وهاواي